# Culicoides guadeloupensis
Culicoides guadeloupensis är en tvåvingeart som beskrevs av Floch och Emile Abonnenc 1950. Culicoides guadeloupensis ingår i släktet Culicoides och familjen svidknott. Inga underarter finns listade i Catalogue of Life.